# Suite d'une œuvre
Pour les articles homonymes, voir Suite.
 (juin 2017).
Si vous disposez d'ouvrages ou d'articles de référence ou si vous connaissez des sites web de qualité traitant du thème abordé ici, merci de compléter l'article en donnant les références utiles à sa vérifiabilité et en les liant à la section « Notes et références ».

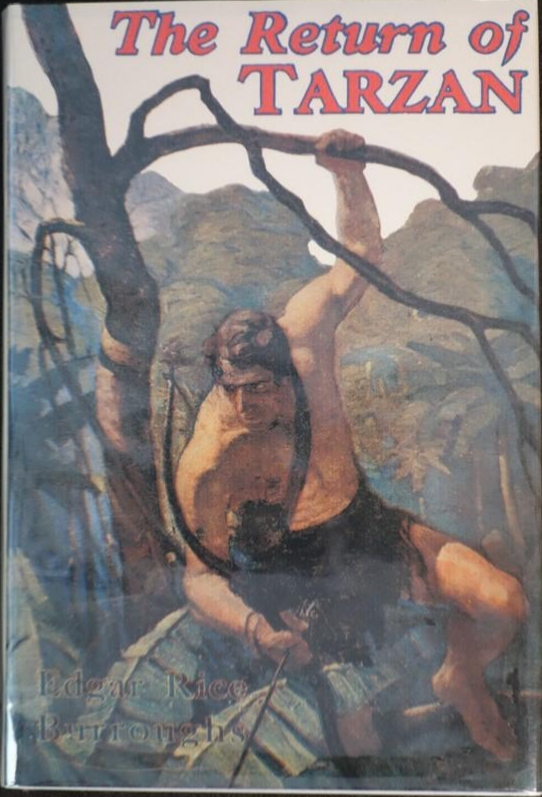
Couverture de w:The Return of Tarzan par Edgar Rice Burroughs, A. C. McClurg

La suite d'une œuvre littéraire, cinématographique, télévisuelle, d'une bande dessinée ou d'un jeu vidéo, est une œuvre se déroulant dans le même univers de fiction que la première œuvre, et qui raconte une histoire ayant lieu après celle qui est narrée dans cette œuvre originelle.
L’anglicisme sequel est parfois utilisé en français.

## Définition
Pour qu’une œuvre soit qualifiée de « suite » d’une autre œuvre, elle doit partager avec celle-ci certaines caractéristiques. Le tout est de définir ces caractéristiques.
La plupart des suites ont en commun avec l’œuvre originale un ou plusieurs personnages. Par exemple, le roman d’Alexandre Dumas Vingt Ans après est la suite des Trois Mousquetaires, du même auteur, car il raconte de nouvelles aventures des quatre personnages, d’Artagnan, Athos, Portos et Aramis, qui étaient déjà les personnages principaux du roman les Trois Mousquetaires et qu'on retrouve dans Le Vicomte de Bragelonne qui conclut la série. Mémoires d'un médecin du même Dumas regroupe quatre romans qui se suivent chronologiquement : Joseph Balsamo,  Le Collier de la reine, Ange Pitou et La Comtesse de Charny.
Néanmoins, il ne suffit pas qu’une œuvre partage certains personnages avec une autre pour être qualifiée de « suite ». Les nombreux romans de Maurice Leblanc narrant les aventures du gentleman-cambrioleur Arsène Lupin ne sont pas qualifiés de « suites », pas plus que les nombreux courts-métrages et longs-métrages mettant en scène le personnage de Charlot, créé par Charlie Chaplin. On pourrait penser qu'ils ne sont pas appelés « suites » parce que chacun de ces romans ou de ces films raconte une histoire complète et qu'il n'y a pas de continuité narrative entre les différentes œuvres. Ainsi, Le Dictateur, de Chaplin, peut difficilement être qualifié de « suite » des Temps modernes (le précédent film du même réalisateur) : certes, les deux œuvres mettent en scène le personnage de Charlot, mais elles ne semblent pas se situer dans le même univers de fiction (Les Temps modernes ont pour cadre les États-Unis à l'époque de la Grande Dépression, tandis que Le Dictateur envoie Charlot dans un pays imaginaire ressemblant à l'Allemagne nazie et dans lequel il semble avoir vécu toute sa vie, sans qu'il ne soit fait référence aux personnages rencontrés dans ses précédentes aventures). Ici, il ne s'agit pas de faire une suite, mais d'utiliser un même personnage dans plusieurs histoires différentes, sans chercher à lui donner une biographie cohérente. Il s'agit de séries.
Inversement, certaines œuvres ont été qualifiées de suite d’une œuvre originale sans pour autant partager avec celle-ci le moindre personnage.
Par exemple, le film Halloween 3 : Le Sang du sorcier a été, comme son titre l’indique, présenté comme une suite de Halloween : La Nuit des masques et d'Halloween 2, mais aucun des personnages des deux premiers films ne réapparaît dans ce troisième opus, le seul point commun étant le contexte de l'action, qui se déroule toujours aux alentours d'Halloween. Ce film demeure d'ailleurs très controversé auprès des fans de la saga Halloween.

Dans la même optique, le statut de suite peut tout aussi bien être contesté à Maman, je m'occupe des méchants (Home Alone 3), dont l'intrigue repose sur une trame similaire à celle de Maman, j'ai raté l'avion (Home Alone) et Maman, j'ai encore raté l'avion (Home Alone 2) sans pour autant partager avec ces films le moindre personnage.
Généralement une œuvre qualifiée de suite d'une autre doit se passer après l'œuvre originale, du point de vue de son personnage principal. Quand l'histoire implique le voyage dans le temps, c'est l'histoire telle qu'elle se déroule pour le héros qui est déterminante. Ainsi, Retour vers le futur 3 se passe principalement à une époque antérieure à toutes celles explorées par le personnage principal dans Retour vers le futur et Retour vers le futur 2, mais il s'agit bien d'une suite, car du point de vue du personnage, les évènements de Retour vers le futur III sont postérieurs à ceux des deux premiers volets: plus concrètement, le personnage principal voyage d'abord en 1955 (dans le premier Retour vers le futur), puis en 2015 et à nouveau en 1955 (dans Retour vers le futur 2) et enfin en 1885 (dans Retour vers le futur 3).

### Les suites dans la bande dessinée
Dans la bande dessinée, on parlera de suite uniquement quand un album A raconte une histoire qui trouve son dénouement dans un album B. Par exemple, dans la série Les Aventures de Tintin, l'album On a marché sur la Lune, dans lequel les personnages voyagent sur la Lune, est considéré comme la suite de l'album Objectif Lune, dans lequel les personnages préparent ce voyage. En revanche, Objectif Lune, le seizième album de la série, n'est pas considéré comme la suite du quinzième, Tintin au pays de l'or noir, car il n'est pas nécessaire d'avoir lu Au pays de l'or noir pour comprendre l'intrigue d'Objectif Lune. En outre, l'album Au pays de l'or noir constitue à lui-seul une histoire complète.

## Choix du titre
Les exemples des séries Halloween et Retour vers le futur montrent que le simple titre d’une œuvre peut indiquer qu’il s’agit d’une suite. En effet, de nombreuses suites ont un titre qui rappelle l’œuvre originale : par exemple, les suites de Retour vers le futur, qui ont toutes un titre comportant les mots « Retour vers le futur », mais aussi celles du jeu vidéo Tomb Raider, qui ont toutes un titre comportant les mots « Tomb Raider » : Tomb Raider II, Tomb Raider III : les Aventures de Lara Croft, Tomb Raider IV : la Révélation finale, etc.
Le chiffre sert à situer chronologiquement la suite par rapport à l'œuvre originale et aux autres suites (Tomb Raider IV vient après Tomb Raider III, elle-même suite de Tomb Raider II…), et les mots « Tomb Raider » servent à rattacher la suite au jeu d’origine.
Cette politique de titre peut d’ailleurs mener à confusion : contrairement à ce que son titre laisse à penser, le film Portés disparus 2, avec Chuck Norris, n’est pas la suite de Portés disparus, mais une préquelle, car les faits qui y sont mis en scène se passent avant ; le film a été intitulé Portés disparus 2, simplement parce qu'il est sorti après Portés disparus. Pour ne pas induire le public en erreur, une préquelle est parfois titrée « 0 » (Cube Zero). Autrement, le réalisateur peut indiquer l'emplacement chronologique du film par un numéro supérieur à 1 : c'est ainsi que dans la saga Star Wars, L'Empire contre-attaque est renommé « épisode V » en 2000, le film précédent étant renommé « épisode IV » du même coup ; pour permettre à la nouvelle trilogie de porter les numéros 1, 2 et 3. 
Cela peut même aller très loin : dans la bande dessinée Donjon, une partie de la saga se déroule très largement avant la première série lancée, et une autre bien après. Pour garder de la marge sur le positionnement des évènements, les auteurs ont employé des numéros comme -99 pour l'histoire antérieure, 101 et plus pour l'histoire postérieure. Même si tous les tomes ne seront probablement pas écrits jusqu'à faire la jonction, les numéros donnent une idée du temps écoulé entre les différentes séries, en les rapportant à celui qui s'écoule entre les tomes successifs.
Nous pouvons citer comme exemples de suites dont le titre rappelle l'œuvre originale sans pour autant utiliser de chiffre pour les suites de Batman : Batman : Le Défi, Batman Forever et Batman & Robin.
Choisir de donner à une suite un titre rappelant l'œuvre originale conduit toutefois le spectateur à « rebaptiser » le premier volet. Par exemple, de nombreux spectateurs appellent le film L'Arme fatale « L'Arme fatale 1 », précisément pour le situer par rapport à ses suites : L'Arme fatale 2, L'Arme fatale 3 et L'Arme fatale 4.
Néanmoins, toutes les suites n'ont pas un titre évoquant l'œuvre de départ : la première suite de L'Auberge espagnole ne s'appelle pas L'Auberge espagnole 2, mais Les Poupées russes. De même, la seconde suite de L'Auberge espagnole ne s'appelle pas L'Auberge espagnole 3, mais Casse-tête chinois.
Il n'y a aucune règle sur l'emploi des chiffres arabes ou romains, c'est un choix des auteurs (sauf si on souhaite employer le zéro, qui n'existe pas en chiffres romains).

## Typologie des suites

### Suites prévues et suites imprévues
On peut distinguer deux grandes catégories de suites :
- Les suites prévues, comme Harry Potter : dès la publication du premier tome, Harry Potter à l'école des sorciers, la saga a été annoncée comme comprenant sept tomes, qui racontent une seule histoire suivie, bien que chaque tome contienne sa propre intrigue. Les suites prévues forment souvent une seule et même histoire avec l'opus original, et sont entrecoupées simplement pour des raisons de suspense, de longueur ou de budget.
- Les suites imprévues, comme 58 minutes pour vivre, Une Journée en enfer, Retour en enfer et Belle journée pour mourir pour la série de films Die Hard, qui n'étaient pas prévues lors de la réalisation de l'œuvre originelle[réf. nécessaire] (Piège de Cristal), et qui reprennent les mêmes personnages (pour de nombreuses suites de ce type, il n’est pas nécessaire d’avoir connaissance du premier volet pour comprendre l’intrigue). De telles œuvres sont parfois qualifiées péjorativement de "suites commerciales", leurs auteurs étant souvent accusés de ne faire une suite que pour profiter davantage du succès commercial de l'œuvre originale.

Toutefois, les auteurs d’une suite imprévue peuvent la concevoir comme formant un tout avec l’œuvre originale. Par exemple, Robert Zemeckis n’avait, au départ, pas prévu de donner une suite à son film  Retour vers le futur[réf. nécessaire], mais il lui a donné quelques années plus tard deux suites,  Retour vers le futur II  et  Retour vers le futur III  ; chacune d’elles fait fréquemment référence au(x) volet(s) précédent(s), leurs intrigues s’entremêlent (en outre, la dernière scène des deux premiers films est aussi la première scène du film suivant), et il est nécessaire de voir les trois films dans l’ordre pour bien en comprendre l’histoire. Les trois films de la série Retour vers le Futur apparaissent finalement comme autant de parties d’une seule et même histoire, même si Zemeckis ne pensait faire à l’origine qu’un seul film (le titre original des suites est d'ailleurs Back to the future : part II et Back to the future : part III, indiquant bien que ces trois films ne sont pas des suites mais plutôt une seule et même histoire).

### Le cas particulier des fausses suites
Il existe des films qui, dans l'optique de rencontrer le succès commercial, tendent à se faire passer pour des suites de films à succès abordant des thèmes similaires. Une telle pratique consiste généralement à reprendre le titre d'un film précédent et à ajouter un numéro pour indiquer la postériorité de l'œuvre. C'est le cas par exemple de Zombi 2 (en français L'Enfer des zombies), film d'horreur italien réalisé par Lucio Fulci : son titre original sert à le faire passer pour une suite du film américain Zombie, de George Andrew Romero. Ces deux films n'ont pas de personnage, ni même d'auteur ou de producteur commun, leur seul point commun étant leur genre (ils appartiennent tous deux au cinéma d'horreur) et le fait qu'ils mettent en scène des zombies.
De même pour Titanic 2, qui joue sur la notoriété des films sur le Titanic (notamment la version de 1997).
D'une façon similaire, le film L'Étudiante de Claude Pinoteau, avec Sophie Marceau, est sorti en Italie sous le titre Il tempo delle mele 3, comme s'il s'agissait d'une suite de La Boum et de La Boum 2 (qui sont sortis en Italie, respectivement, sous les titres Il tempo delle mele et Il tempo delle mele 2), deux films du même réalisateur avec la même actrice principale, qui y jouait pourtant un rôle différent.

## Notion d'œuvre dérivée
Traditionnellement, la suite découle simplement de la volonté de l'auteur de développer un univers, des personnages, de continuer la narration. Dans le marketing moderne, la suite est considérée comme une œuvre dérivée, c’est-à-dire une œuvre s'appuyant sur la renommée d'une œuvre de référence, à l'image des produits dérivés. Pour appuyer ce concept, on a donc créé des termes à partir de la notion de « suite », le lien entre ces concepts étant la chronologie de sortie : la première œuvre sortie devient alors l'œuvre de référence, « l'opus original » (ou originel), les œuvres sorties a posteriori sont des œuvres dérivées, qu'elles soient une suite ou pas.

### Mots-valises anglais
En anglais, « suite » se dit « sequel » (c'est un faux ami, voir Séquelle). Les anglophones ont formé plusieurs mots-valises en remplaçant la première syllabe par un préfixe d'ordre, ce qui permet d'indiquer dans le même mot la position de l'œuvre dans la chronologie de fiction par rapport à l'œuvre de référence, et l'ordre de parution des œuvres. Ainsi, les œuvres sorties après l'œuvre de référence sont qualifiées de :
- prequel (également francisé en « préquelle » ) : l'histoire se passe avant l'opus original comme Ring Ø: Birthday par rapport à Ring ; ou la prélogie Star Wars par rapport à la trilogie originale.
- midquel : l'histoire se passe pendant une période située dans l'opus original comme Bambi 2 par rapport à Bambi, Kirikou et les Bêtes sauvages par rapport à Kirikou et la Sorcière ou encore Le Roi lion 3 par rapport au Roi lion.
- interquel : l'histoire se passe entre deux opus comme Shrek 3D entre Shrek et Shrek 2.
- sequel : l'histoire relate des faits postérieurs à l'opus original. Elle implique cependant une véritable continuité entre les deux films. Par exemple, Le Retour de Jafar s'inscrit dans la suite d'Aladdin ; de sorte qu'on ne peut comprendre le deuxième film sans avoir vu le premier. Alors que Bernard et Bianca au pays des kangourous n'a que peu de liens avec Les Aventures de Bernard et Bianca, en dehors des deux personnages principaux, mais s'inscrit dans la suite du premier opus ; de sorte que ces films peuvent se regarder comme appartenant à une même saga.

### Autres types d'œuvres dérivées
Outre les suites classiques, il y a :
- Spin-off : œuvre dérivée au sens littéral ; l'histoire est cette fois centrée sur un personnage secondaire de l'œuvre originale, comme Le Roi Scorpion par rapport au Retour de la Momie ou encore la série télévisée The Cleveland Show qui est centrée sur le personnage de Cleveland Brown, personnage secondaire de la série Les Griffin ; chronologiquement, on peut appeler une œuvre « spin-off » quelle que soit sa position par rapport à l'œuvre originale. Un spin-off peut se situer aussi bien par rapport à un film que par rapport à une série, par exemple.
- Crossover : opus regroupant les personnages de plusieurs œuvres différentes, comme Freddy contre Jason par rapport aux sagas Freddy et Vendredi 13.